# Tipula palesoides
Tipula palesoides är en tvåvingeart som beskrevs av Alexander 1942. Tipula palesoides ingår i släktet Tipula och familjen storharkrankar. Inga underarter finns listade i Catalogue of Life.